# Prison Sex
Prison Sex è un singolo del gruppo musicale statunitense Tool, pubblicato nel 1993 come primo estratto dal primo album in studio Undertow.

## Descrizione
Brano enigmatico e cupo, mostra in modo crudo le perversioni della civiltà odierna, rappresentando uno dei tanti lati dell'album. In particolar modo, il testo (scritto dal cantante Maynard James Keenan) vuole far mostrare fino a che punto può arrivare la perversione umana, mandando agli occhi dell'ascoltatore una scena di sesso sadomaso.
Il testo fa riferimento all'abuso sui minori, in particolare a come chi subisce tale pratica, pur detestandola negli anni a venire,
rischi di ricadere nella stessa trappola. La canzone infatti parla di cerchio, come chi prima subisca poi possa diventare portatore della stessa perversione.

## Video musicale
Per il brano è stato realizzato anche un videoclip, interamente creato dal chitarrista Adam Jones.

## Tracce
CD singolo (Regno Unito), 12" (Regno Unito)
1. Prison Sex (LP Version) – 4:55
2. Undertow (Live) – 5:31
3. Opiate (Live) – 6:08
4. Prison Sex (Edit) – 4:55

CD promozionale (Stati Uniti)
1. Prison Sex (Radio Edit) – 4:55
2. Prison Sex (Album Version) – 4:56

CD singolo (Australia, Germania)
1. Prison Sex (Album Version) – 4:55
2. Intolerance (Live) – 5:13
3. Undertow (Live) – 5:31
4. Opiate (Live) – 6:08
5. Prison Sex (Radio Edit) – 4:55 – assente nell'edizione australiana

## Formazione
Gruppo
- Maynard James Keenan – voce
- Adam Jones – chitarra
- Paul D'Amour – basso
- Danny Carey – batteria

Produzione
- Sylvia Massy – produzione
- Tool – produzione
- Ron St. Germain – missaggio

## Classifiche
| Classifica (1994)                | Posizione massima |
| -------------------------------- | ----------------- |
| Regno Unito                      | 81                |
| Stati Uniti (mainstream rock)    | 32                |
| Classifica (2019)                | Posizione massima |
| Stati Uniti (digital)            | 36                |
| Stati Uniti (rock & alternative) | 18                |
| Stati Uniti (rock digital)       | 10                |